# Paraschizognathus elegatus
Paraschizognathus elegatus är en skalbaggsart som beskrevs av Phillip B. Carne 1958. Paraschizognathus elegatus ingår i släktet Paraschizognathus och familjen Rutelidae. Utöver nominatformen finns också underarten P. e. kiewarrus.